# Victor de Persigny
Jean-Gilbert Victor Fialin, hertog van Persigny (Saint-Germain-Lespinasse, 11 januari 1808 - Nice, 12 januari 1872) was een Frans politicus ten tijde van het Tweede Franse Keizerrijk.
Hij bekleedde meerdere ministerposten in de regering-Bonaparte III, de Franse keizerlijke regering onder leiding van Napoleon III. Zo was hij tweemaal minister van Binnenlandse Zaken. Na zijn eerste termijn als minister was hij van 1855 tot 1858 en van 1859 tot 1860 de Franse ambassadeur in Londen.
Per keizerlijk decreet van 9 september 1863 werd hij in de adelstand verheven tot hertog van Persigny.